# Muzeul Ady Endre din Oradea
Muzeul Ady Endre este un muzeu din Oradea, situat în Parcul Traian.

## Istoric
Micul muzeu din parcul Traian a fost înființat în anul 1957, la 80 de ani de la nașterea poetului, în fostul local Mülleráj. Clădirea a fost construită în secolul al XIX-lea, fiind pe vremuri cafenea, loc de întâlnire a intelectualilor orădeni. În fața muzeului se află statuia lui Endre Ady, dezvelită cu ocazia inaugurării muzeului. Pe acest postament s-a aflat inițial statuia de bronz „Ridicarea în ceruri a Mariei”, statuie care se află în prezent în grădina bisericii romano-catolice din Olosig.
Muzeul propriu-zis ocupă 3 săli, exponatele marcând evoluția poetului: (1) familia și copilăria, (2) activitatea de gazetar și poet al cetății, și (3) Poetul Endre Ady.